# Bitwa pod Dworyszczami
Bitwa pod Dworyszczami – część wielkiej bitwy nad Autą. Walki polskiego 38 pułku piechoty z sowiecką 33 Dywizją Strzelców i kombinowaną Brygadą Kawalerii w czasie lipcowej ofensywy Frontu Zachodniego Michaiła Tuchaczewskiego w okresie wojny polsko-bolszewickiej.

## Położenie wojsk przed bitwą
Wojsko Polskie
Front Północno-Wschodni gen. Stanisława Szeptyckiego w składzie 1. i 4 Armia dysponujący około 70 tys. żołnierzami i 460 działami.
Ugrupowanie obronne
1 Armia gen. Gustawa Zygadłowicza dysponowała 34 000 żołnierzy i 186 działami. Ugrupowana była w sposób następujący: 
- Na lewym skrzydle, w przesmyku między Dźwiną i jeziorem Jelnia rozwinęła się grupa ppłk. Jerzego Sawa-Sawickiego w składzie 33 pułk piechoty, dywizjon 18 pułku ułanów i 3 baterie artylerii.
- grupa gen. Lucjana Żeligowskiego w składzie 8. i 10 Dywizja Piechoty broniła się w centrum ugrupowania i osłaniała kierunek Hermanowicze – Wilno.
- Prawe skrzydło armii stanowiła grupa gen. Władysława Jędrzejewskiego w składzie 7 Brygada Rezerwowa i IX Brygada Piechoty.

Na południe od linii kolejowej Połock – Mołodeczno zajmowała stanowiska 4 Armii gen. Szeptyckiego. Jej północne skrzydło tworzyła grupa gen. Jana Rządkowskiego w składzie 1 Dywizja Litewsko–Białoruska i 11 Dywizja Piechoty.
Armia Czerwona
Front Zachodni Michaiła Tuchaczewskiego liczył około 150–160 tys. żołnierzy i 772 działa
Plan natarcia
Plan Tuchaczewskiego zakładał dwustronne oskrzydlenie polskiej 1 Armii gen. Zygadłowicza, okrążenie jej i zniszczenie w rejonie Łużki – Głębokie.
W tym celu:
- 4 Armia Jewgienija Siergiejewa w składzie 12., 18. i 3 Dywizja Strzelców oraz 164 BS  z 3 Korpusem Kawalerii Gaja w składzie 10. i 15 DK miała nacierać między Dźwiną a Dzisną, przez Dryhucze – Szarkowszczyznę – Hermanowicze i rozbić lewe skrzydło polskiej 1 Armii.
- 3 Armia Władimira Łazarewicza w składzie 5., 6., 21. i  56 Dywizja Strzelców otrzymała zadanie uderzyć od południa przez Dokszyce –Parafianowo i rozbić prawe skrzydło wojsk gen. Zygadłowicza.
- 15 Armia Augusta Korka w składzie 4., 11., 15., 16., 33. i 54 Dywizja Strzelców miała wykonać w centrum uderzenie pomocnicze, wiązać oddziały polskie walką i uniemożliwić przerzucenie odwodów na zagrożone skrzydła[2][9].
- 16 Armia miała sforsować Berezynę z 5 na 6 lipca  i nacierać w kierunku Ihumenia[3].

Całością sił uderzeniowych dowodził dowódca Frontu Zachodniego Michaił Tuchaczewski.

## Przebieg bitwy
W końcu maja 1920 z Ukrainy na Białoruś przerzucona została IX Brygada Piechoty z włączona została do Armii Rezerwowej gen. Kazimierza Sosnkowskiego. W jej składzie wzięła udział w polskiej kontrofensywie nad Berezyną. Po jej zakończeniu, 38 pułk piechoty zajął pozycje w ciaśninie między jeziorami Dołhoje i Świada a 39 pułk piechoty nad Autą.
4 lipca 1920 wojska Frontu Zachodniego Michaiła Tuchaczewskiego rozpoczęły natarcie.
W tym czasie 38 pułk piechoty, obsadzający okopy pod Dworyszczami, był luzowany przez I batalion. Kiedy rozpoczęła się sowiecka nawała ogniowa, a zaraz potem uderzyła kombinowana Brygada Kawalerii, kompanie II batalionu maszerowały do Dworyszcz. Szarżę kawalerii odparto, ale wobec wielkiej przewagi liczebnej nieprzyjaciela i groźby okrążenia, przystąpiono do odwrotu w kierunku Jurkowa.
I batalion znalazł się w okrążeniu. Przerwał jednak pierścień w walce wręcz i wycofał się na Jurkowo. Tu połączone już siły trzech batalionów 38 pułku piechoty pod dowództwem mjr. Alojzego Łukawskiego stawiły zacięty opór napierającym oddziałom 33 Dywizji Strzelców i kombinowanej Brygady Kawalerii. Wobec braku kontaktu z własnymi oddziałami i ponownie rysującej się groźby otoczenia, wczesnym popołudniem mjr Łukawski wydał rozkaz odwrotu do Plissy nad Mniutą. Tutaj, na wschodnim brzegu rzeki, pułk przez dwie godziny odpierał ataki jazdy, po czym, na rozkaz dowódcy grupy gen. Władysława Jędrzejewskiego, wycofał się za Mniutę.

## Bilans walk
Pod Dworyszczami, a później pod Jurkowem pułk nie zdołał utrzymać swoich pozycji obronnych. W walce stracił około 400 żołnierzy. Straty sowieckie są nieznane.